# Master (serie televisiva)
Master (The Master) è una serie televisiva statunitense creata da Michael Sloan e mandata in onda dalla NBC.
La serie si basa sulle avventure di John Peter McAllister, interpretato da Lee Van Cleef, nei panni di un maestro ninja, e del suo allievo Max Keller, interpretato da Timothy Van Patten.
Prodotta nel 1984, riscosse un mediocre successo e venne cancellata dopo il tredicesimo episodio.